# Alfred Maurer
Alfred Henry Maurer (21 de abril de 1868 – 4 de agosto de 1932) fue un pintor estadounidense moderno. Exhibió sus obras en círculos vanguardistas  en Nueva York y internacionalmente a principios del siglo XX.

## Biografía
Maurer nació en la ciudad de Nueva York, hijo del alemán Louis Maurer, un litógrafo. A los dieciséis años de edad, Maurer abandonó sus estudios para trabajar en el estudio litográfico de su padre. En 1897, después de estudiar con el escultor John Quincy Adams Ward y el pintor William Merritt Chase, Maurer partió a París y permaneció allí durante los siguientes cuatro años. Se unió a un círculo de artistas estadounidenses y franceses y se dedicó al realismo. 
En un viaje breve a Nueva York, decidido a demostrarle a su escéptico padre que podía pintar, Maurer creó lo que sería, para muchos, su obra más famosa: "An Arrangement". Su modelo fue una vecina y completó la obra (sobre un pedazo prestado de cartón) en unas pocas horas. 
Su pintura An Arrangement obtuvo el primer premio en la Exhibición Internacional Carnegie en 1901. Otros premios que recibió incluyen al Inness Jr. del Club Salmagundi en 1900 y una medalla de bronce en la Exposición Panamericana en Buffalo, Nueva York en 1901. En 1905 obtuvo la tercera medalla en la Exposición Liege en Bélgica y una medalla de oro en la Exposición Internacional de Múnich. 
A los treinta y seis años de edad, en París, desviándose de lo que todos (incluido él mismo) consideraban estilos de pintura "aceptables", Maurer cambió sus métodos bruscamente y desde ese momento en adelante pintó únicamente siguiendo las tendencias cubista y fauvista, obteniendo más tarde su reputación internacional. En 1909, siendo ya un importante pintor vanguardista estadounidense, realizó una exhibición junto a John Marin en la ciudad de Nueva York, en la prestigiosa Galería 291. Cuatro de sus obras fueron incluidas en el Armory Show de 1913.
Regresó a la casa de su padre poco tiempo antes de la Primera Guerra Mundial sólo para que éste le negase su apoyo. Durante los diecisiete años siguientes Maurer se dedicó a pintar en el desván de su padre y no logró aclamación por parte de la crítica. Como pintor moderno, trabó amistad con muchos artistas vanguardistas estadounidenses como Arthur Dove, Marsden Hartley, John Marin y otros, hasta su fallecimiento en 1932. Participó en importantes exhibiciones en la Galería Anderson y en otras. También exhibió sus pinturas de manera regular en la Sociedad de Artistas Independientes de Nueva York, de la cual fue elegido director en 1919. En 1924 el marchante de arte neoyorquino Erhard Weyle compró los contenidos del estudio de Maurer y representó al artista durante el resto de su carrera. 
Es extremadamente difícil en la actualidad adquirir o apreciar una de las obras de Maurer, ya que la mayor parte de su trabajo todavía se encuentra en colecciones privadas.
Varias semanas después del fallecimiento de su padre, Maurer se dedicó a hacer pequeños trabajos para sobrevivir. En el momento de su muerte, el Museo Memorial Hall en Filadelfia, la Phillips Memorial Gallery en Washington D. C., la Barnes Collection en Lower Merion, y el Whitney Museum of American Art en Nueva York albergaban ejemplos de sus obras.